# Calimaruzza
Calimaruzza (spesso normalizzata come via Calimaruzza) è una strada del centro storico di Firenze, situata tra piazza della Signoria (presso lo sbocco di via Calzaiuoli) e la piazza del Mercato Nuovo angolo via Por Santa Maria.

## Storia
Come il nome dice, era una versione "ridotta" di Calimala perché ricca di botteghe e attività commerciali spesso afferenti all'Arte dei Mercatanti (detta appunto "di Calimala"), e una volta veniva anche chiamata Calimala Vecchia. La stessa Arte vi ebbe la sede, in un palazzo che si svolgeva su piazza della Signoria e via Calzaioli, ma con entrata da qui, marcata dalla suggestiva lunetta ancora presente con un grande stemma dell'Arte (aquila che tiene con gli artigli un torsello) in campo seminato di gigli di Francia. Tuttavia, secondo Limburger, la Residenza della corporazione, sorta nel 1359, sarebbe da identificare con gli spazi ai quali attualmente si accede dal numero civico 2: "il portale, con lo stemma della corporazione, è stato trasferito, nel secolo XIX, un poco più verso occidente". 
La strada venne detta anche "Calimara francesca", perché l'Arte dei Mercatanti era chiamata anche dei panni francesi o "francesca", per le sue relazioni mercantili con la Francia. Lo stemma dell'Arte dei Mercatanti si trova anche su diversi pietrini: sul palazzo dell'Arte dei Mercatanti, vicino alla cantonata, col numero XVI; al n. 1, con numero d'inventario CXII; all'8 rosso con n. XIIII; al 10 rosso con n. XIII; al 4 col n. XII e uno senza numerazione (verosimilmente l'XI).

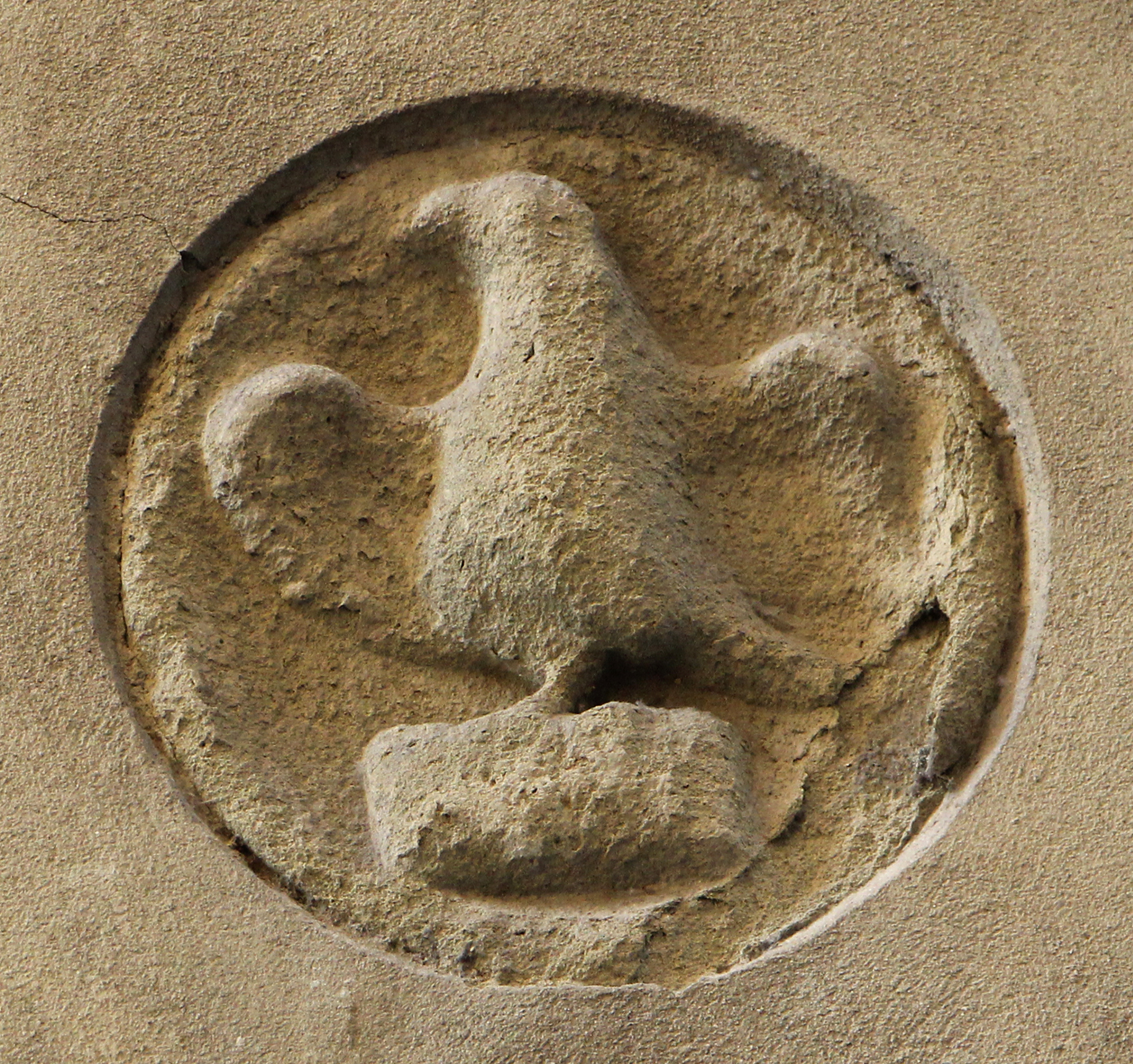
Il pietrino dell'Arte dei Mercatanti senza numero
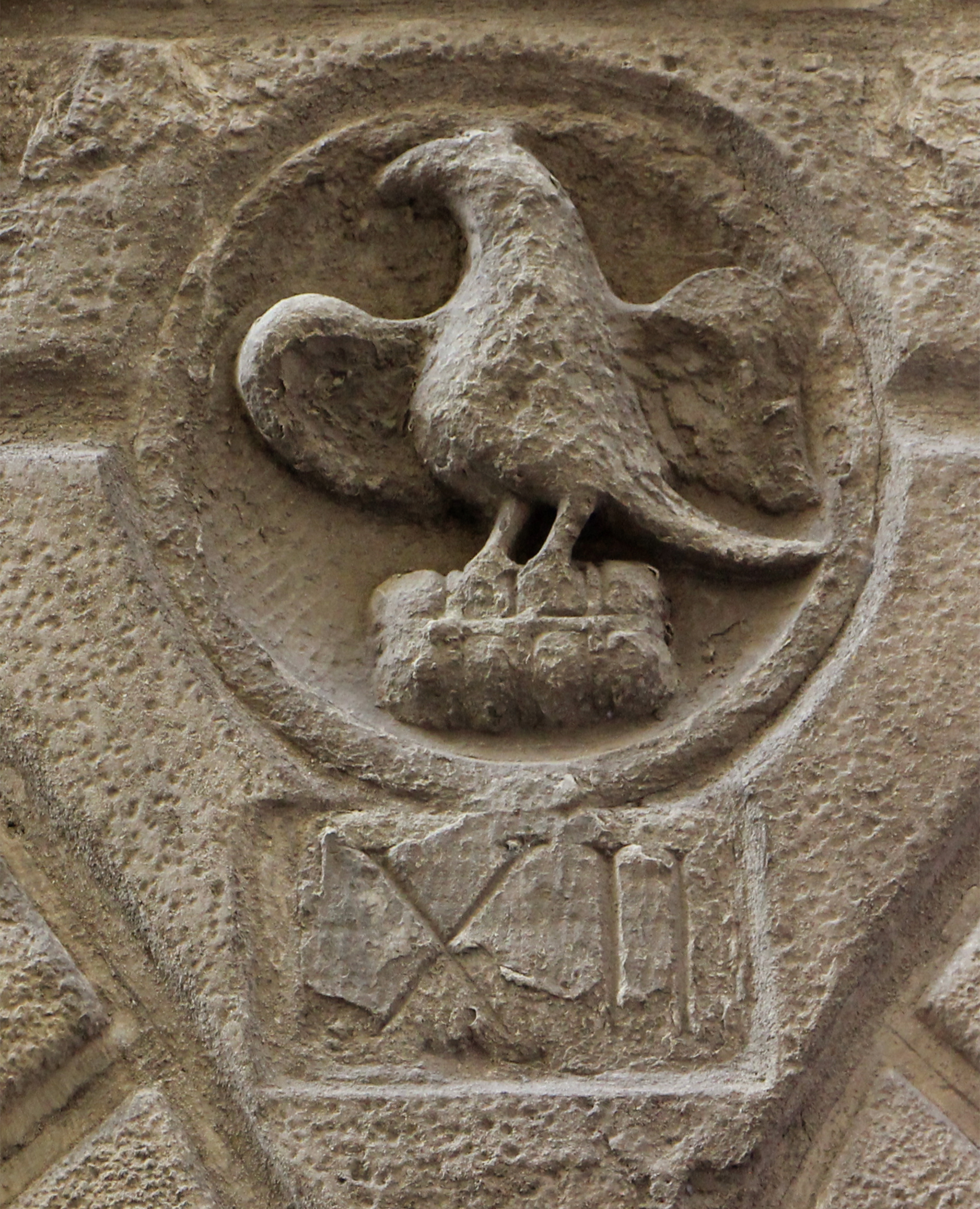
Il pietrino dell'Arte dei Mercatanti n. XII
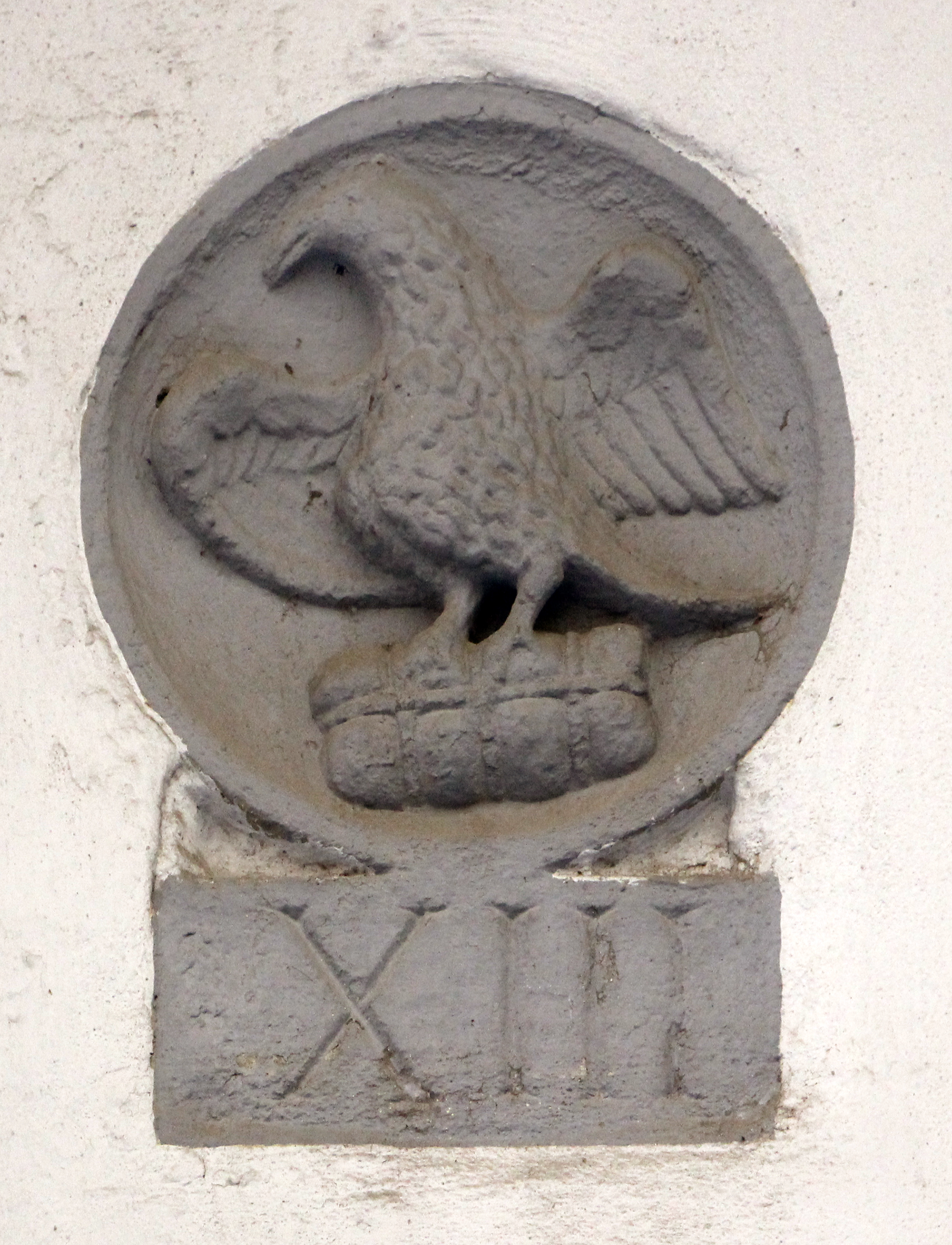
Il pietrino dell'Arte dei Mercatanti n. XIII
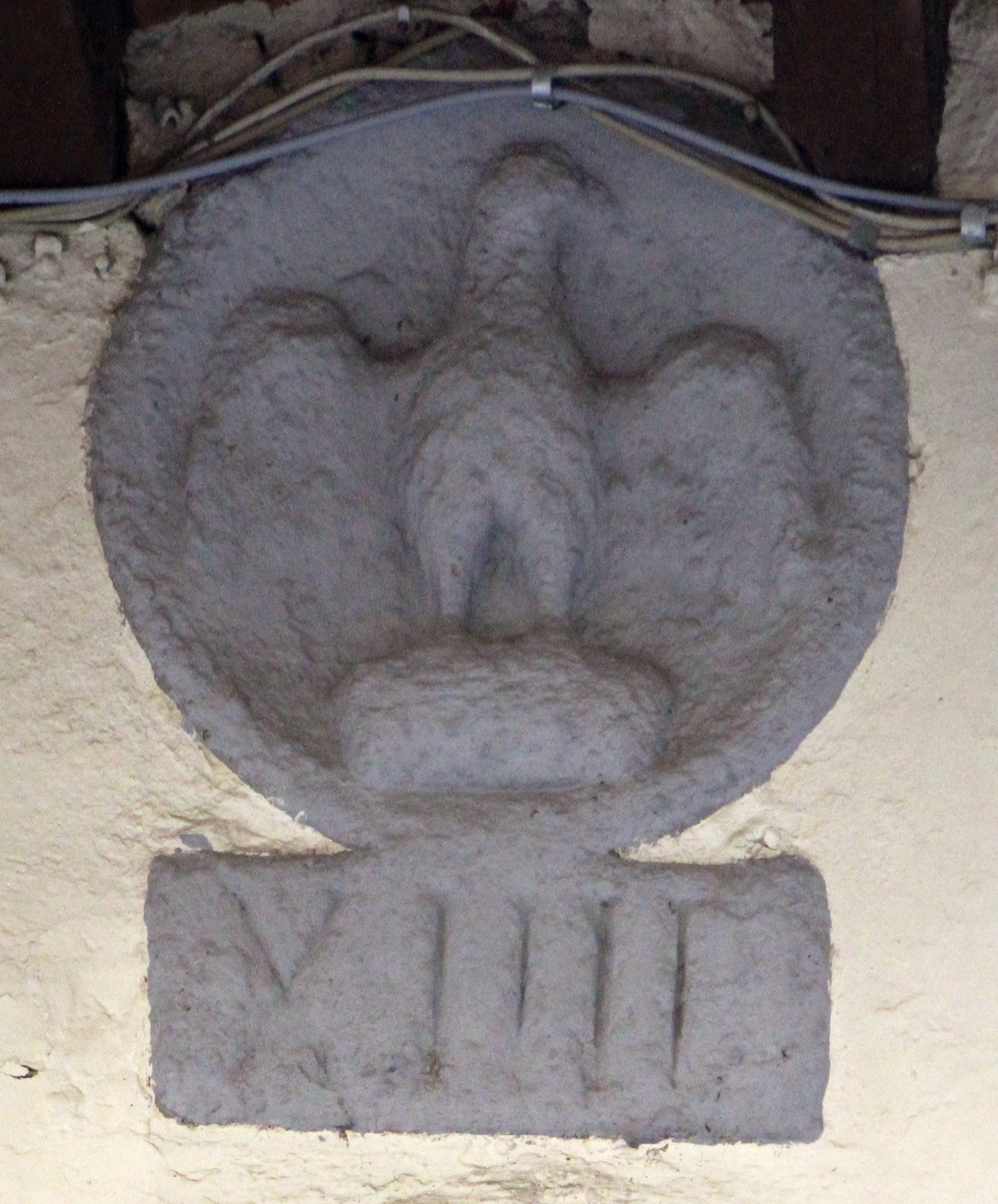
Il pietrino dell'Arte dei Mercatanti n. XIV (XIIII)
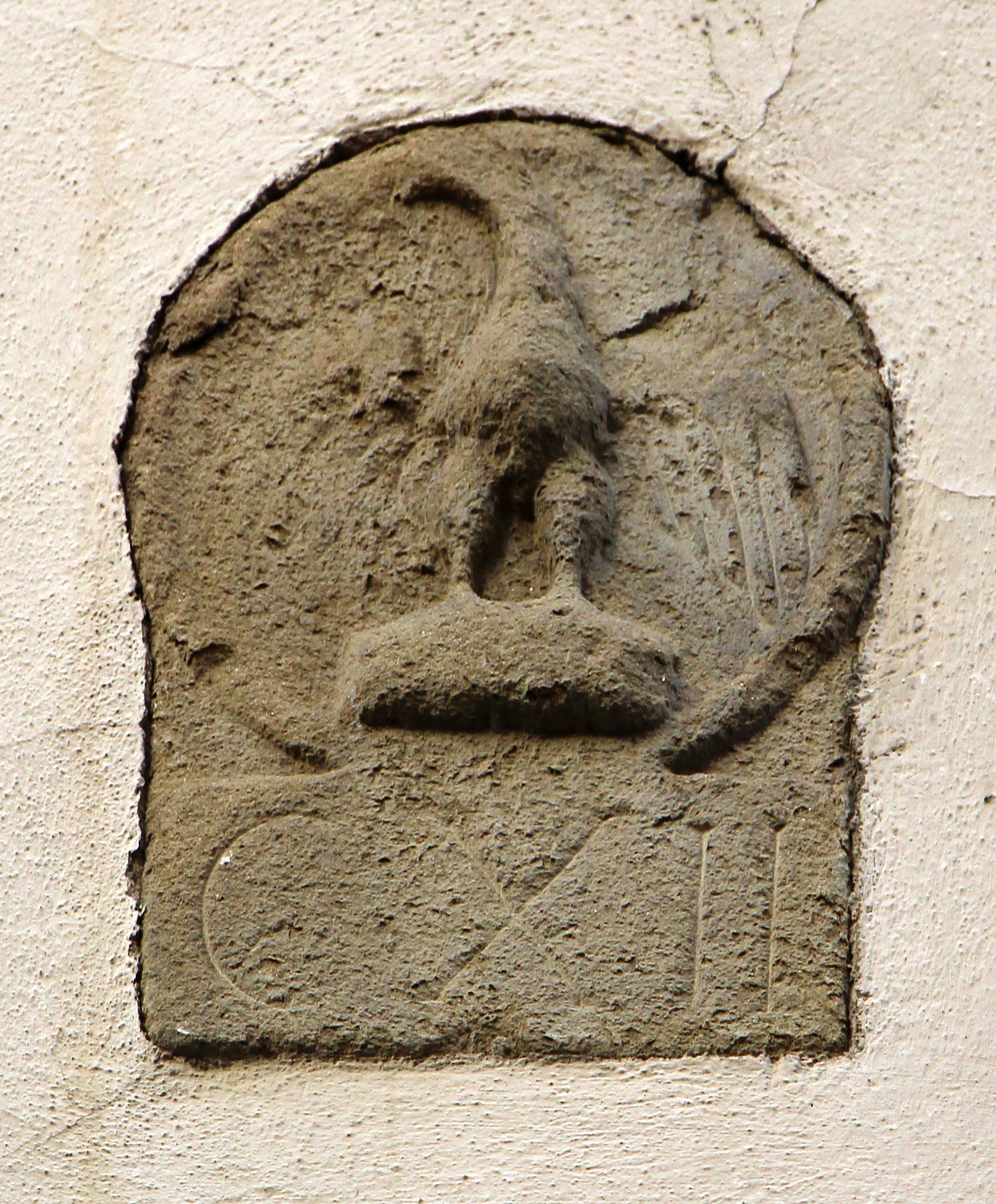
Il pietrino dell'Arte dei Mercatanti n. CXII

Sull'altro lato della strada, dominato oggi dalla mole ottocentesca di palazzo Lavison, ebbe invece sede per un certo periodo l'Arte del Cambio. A parte questo inserimento del XIX secolo, la strada venne risparmiata dalle demolizioni del Risanamento di Firenze, per cui il suo tracciato appare oggi stretto e disomogeneo, ma autentico e non privo di fascino. Tuttavia una cantonata con via Por Santa Maria fu danneggiata dalle mine fatte saltare dai tedeschi in ritirata tra il 3 e il 4 agosto 1944; l'edificio che oggi vi sorge risale alle ricostruzioni degli anni 1950.

## Descrizione
Anche se stretta e breve, la strada è intensamente frequentata, sia per la presenza di attività commerciali sia per il suo essere arteria pedonale di collegamento tra due zone del centro storico di grande interesse turistico. La carreggiata è pavimentata a lastrico, con marciapiedi laterali. 

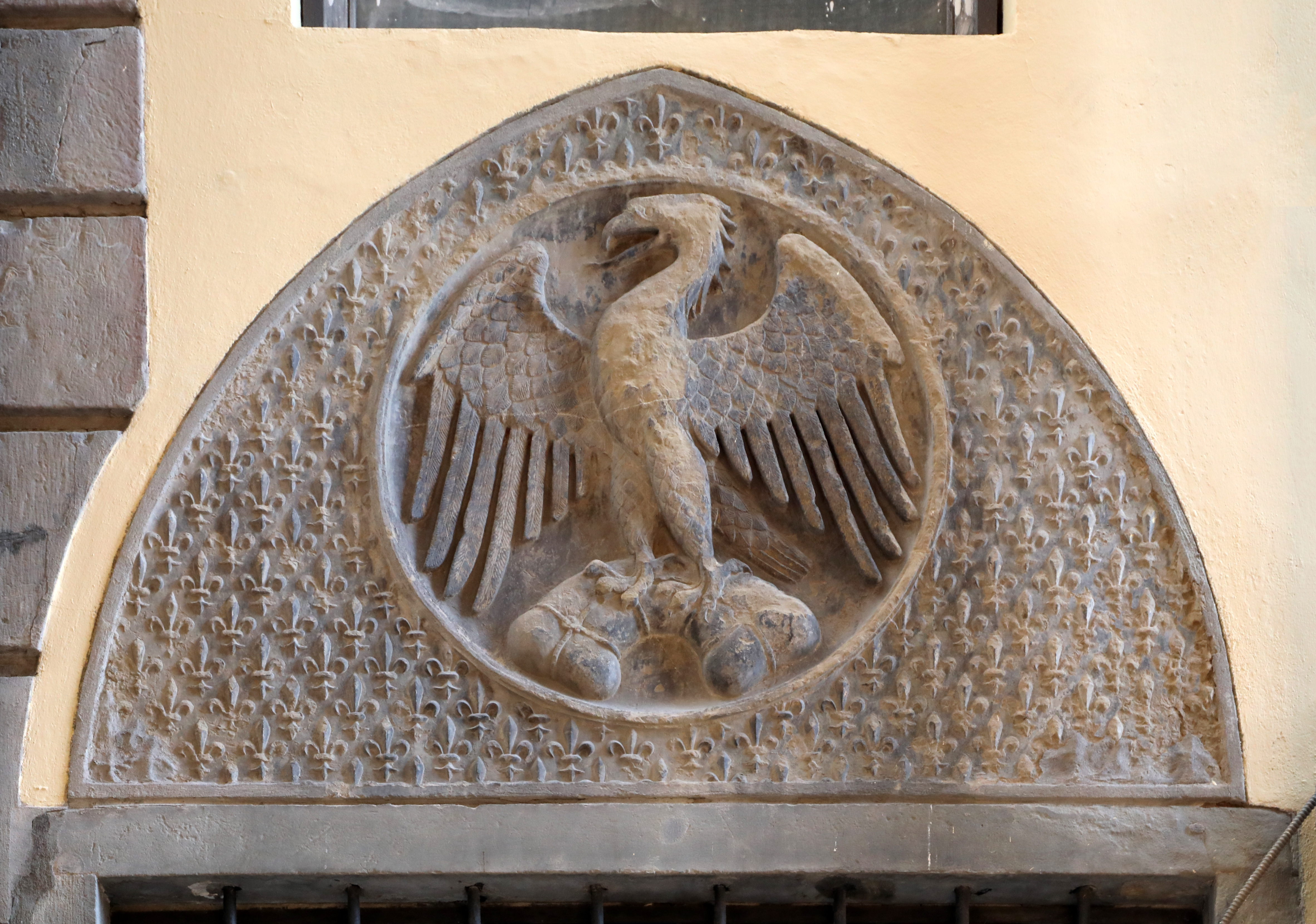
La lunetta dell'Arte dei Mercatanti

L'elemento di maggior pregio è il già ricordato portale della Residenza dell'Arte dei Mercatanti. La sala dell'udienza dell'Arte, invece, secondo quanto segnalato da Guido Carocci nell'Illustratore fiorentino del 1905, è invece da riconoscersi nel fondo dell'antica farmacia di piazza della Signoria (oggi occupata da un negozio): "è ampia, coperta da volte che poggiano sopra a ricchi ed originali capitelli doppi, scolpiti in pietra. Delle decorazioni murali che dovevano indubbiamente arricchirne le volte e le pareti non resta alcuna traccia".
Presso quella farmacia o sul lato opposto della strada, dove oggi si trova il fianco del palazzo Lavison, nel 1432 ebbe il suo negozio di barbiere Domenico di Giovanni detto il Burchiello, poeta satirico. 
Molti degli edifici che si su Calimaruzza affacciano presentano elementi in pietra a vista, che ne indicano l'antica origine. Ad esempio al n. 1 è presente un esteso corpo di fabbrica non particolarmente caratterizzato, ma segnato da ampie aree con conci di pietra lasciati a vista, che si sviluppano anche in altezza, fino al quinto piano dell'attuale edificio, suggerendo la presenza di una preesistente torre medievale, con retro sulla piazza di Santa Cecilia. Al terreno permangono quattro alti fornici con arco ribassato e l'accesso a un chiasso, ora tamponato e chiuso. All'8r e 10r si nota di un basso corpo di fabbrica che guarda alla strada con due accessi carrai, trasformati in mostre di esercizi commerciali. 
Al n. 4 l'edificio si presenta attualmente come palazzina di gusto ottocentesco, per quanto il fronte riecheggi nella successione dei quattro archi al terreno e nel parato a bugne di pietra tipologie proprie dell'architettura trecentesca. Antica è in effetti la fondazione dell'immobile, anche se probabilmente in origine di ben più semplice disegno. Tra gli ingressi 14r e 16r, si trova una formella in terracotta verosimilmente montelupina e settecentesca con la Sacra Famiglia.

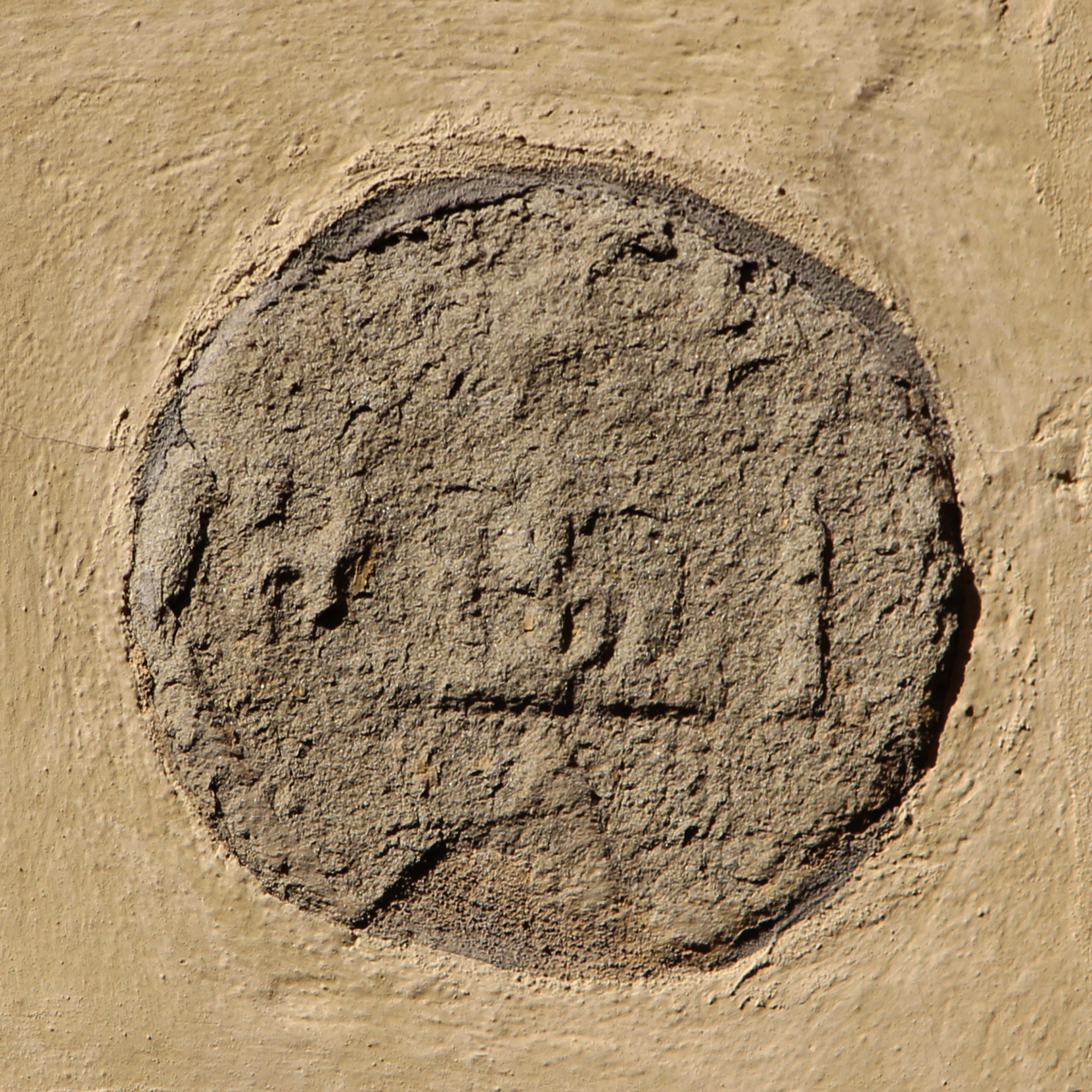
Il pietrino di Santa Maria degli Angeli

Alla cantonata con piazza del Mercato Nuovo, si trova una casetta bassa che in origine si componeva di locali ad uso di botteghe e di palchi superiori, oggi rimodernata. Fu uno dei possessi che Bartolomeo di Zanobi Baldesi lasciò nel 1300 all'ospedale di San Matteo, che era stato sotto l'amministrazione dell'Arte del Cambio. La rendita di questi beni doveva essere distribuita all'Arte stessa secondo diverse disposizioni del testatore". Su Calimaruzza resta un pietrino del monastero di Santa Maria degli Angeli. Nel locale al terreno è stata fino al 2011 la libreria del Porcellino, nata nel 1939 come "Casa del Libro" e già inserita nell'elenco degli Esercizi Storici Fiorentini. L'altro lato della cantonata presenta invece un edificio moderno, costruito negli anni 1950 sulle macerie degli edifici minati in via Por Santa Maria nel 1944.

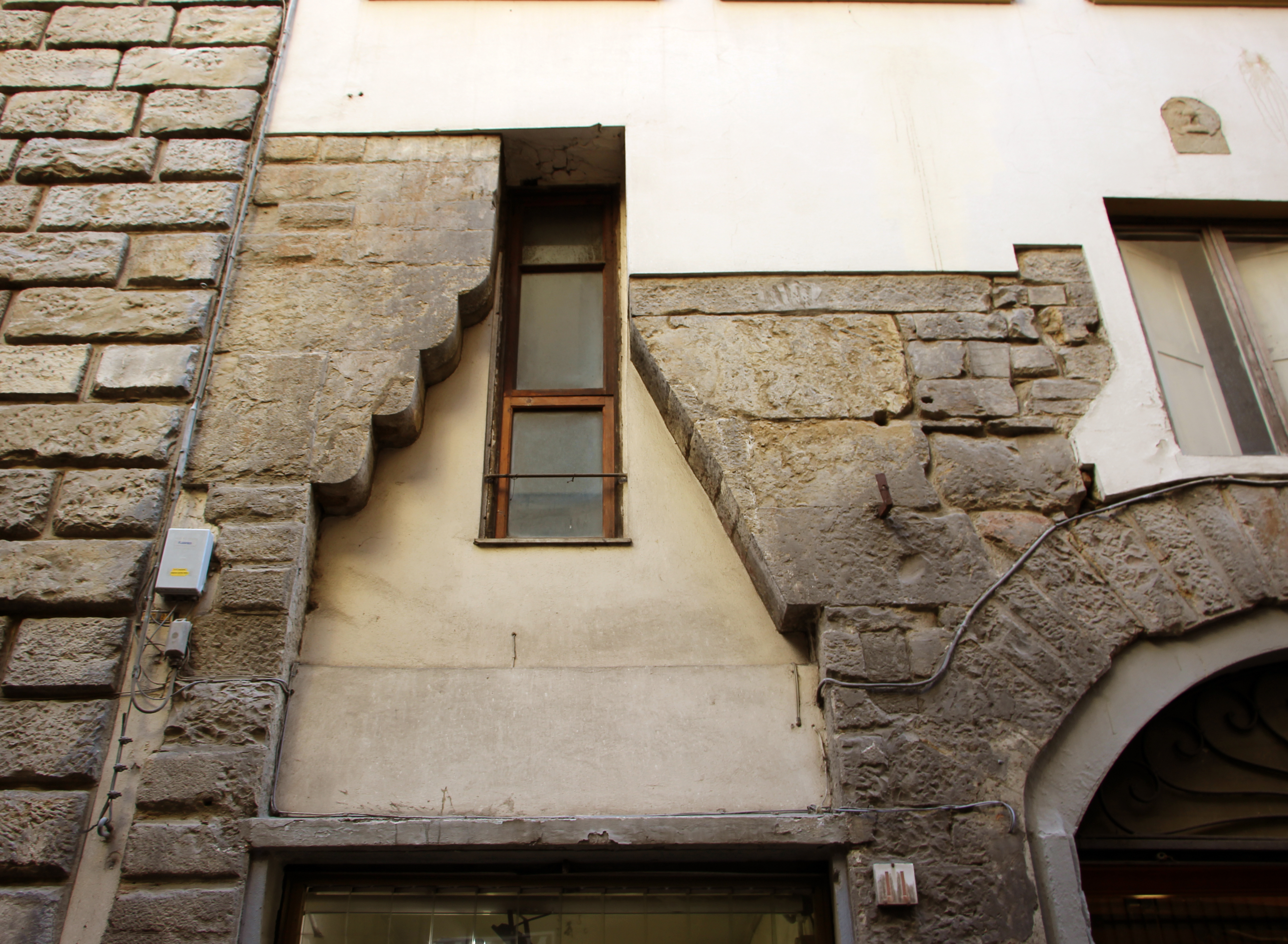
Resti di mensole su un chiasso accecato che portava in piazza Santa Cecilia
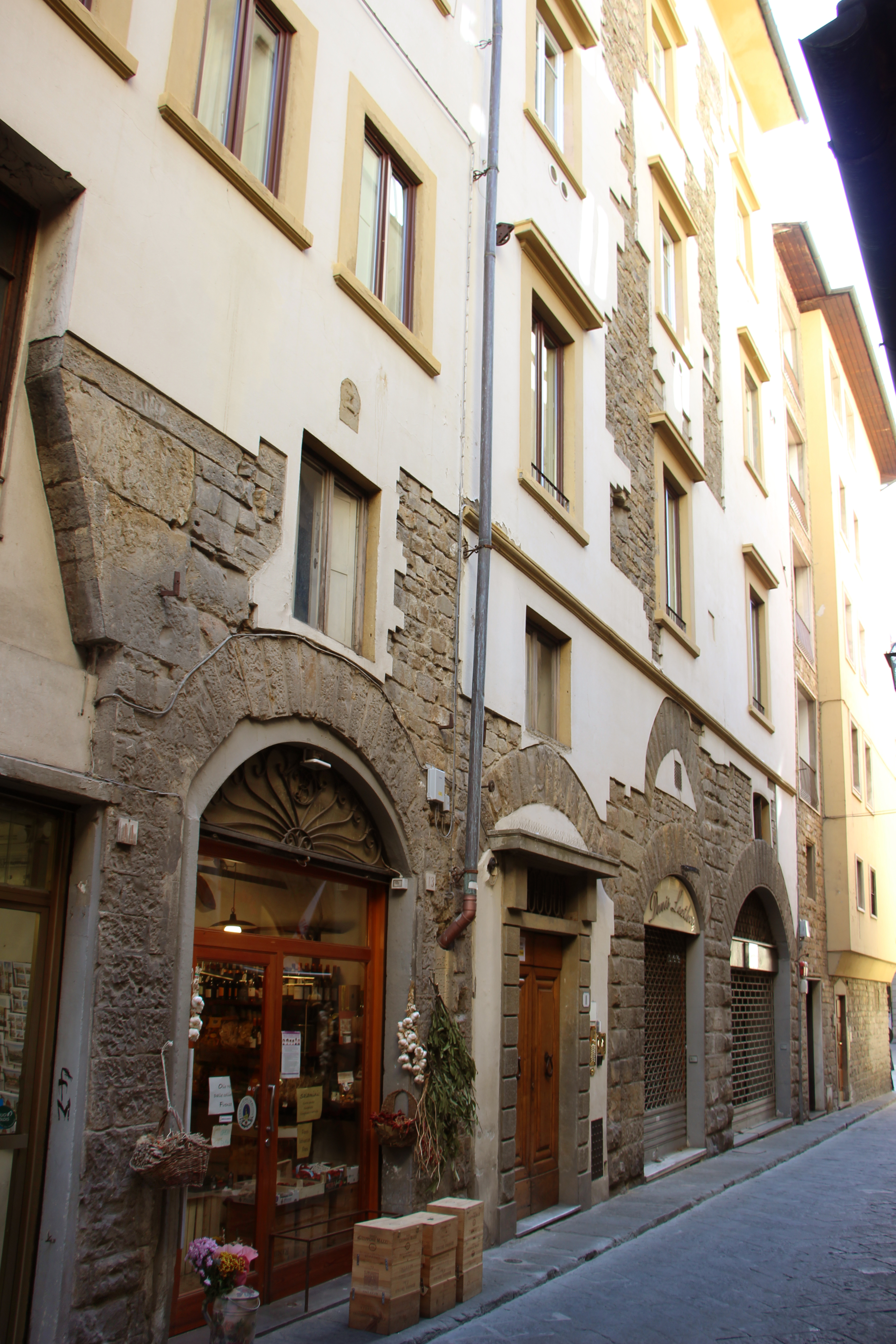
Via Calimaruzza 11r-13r
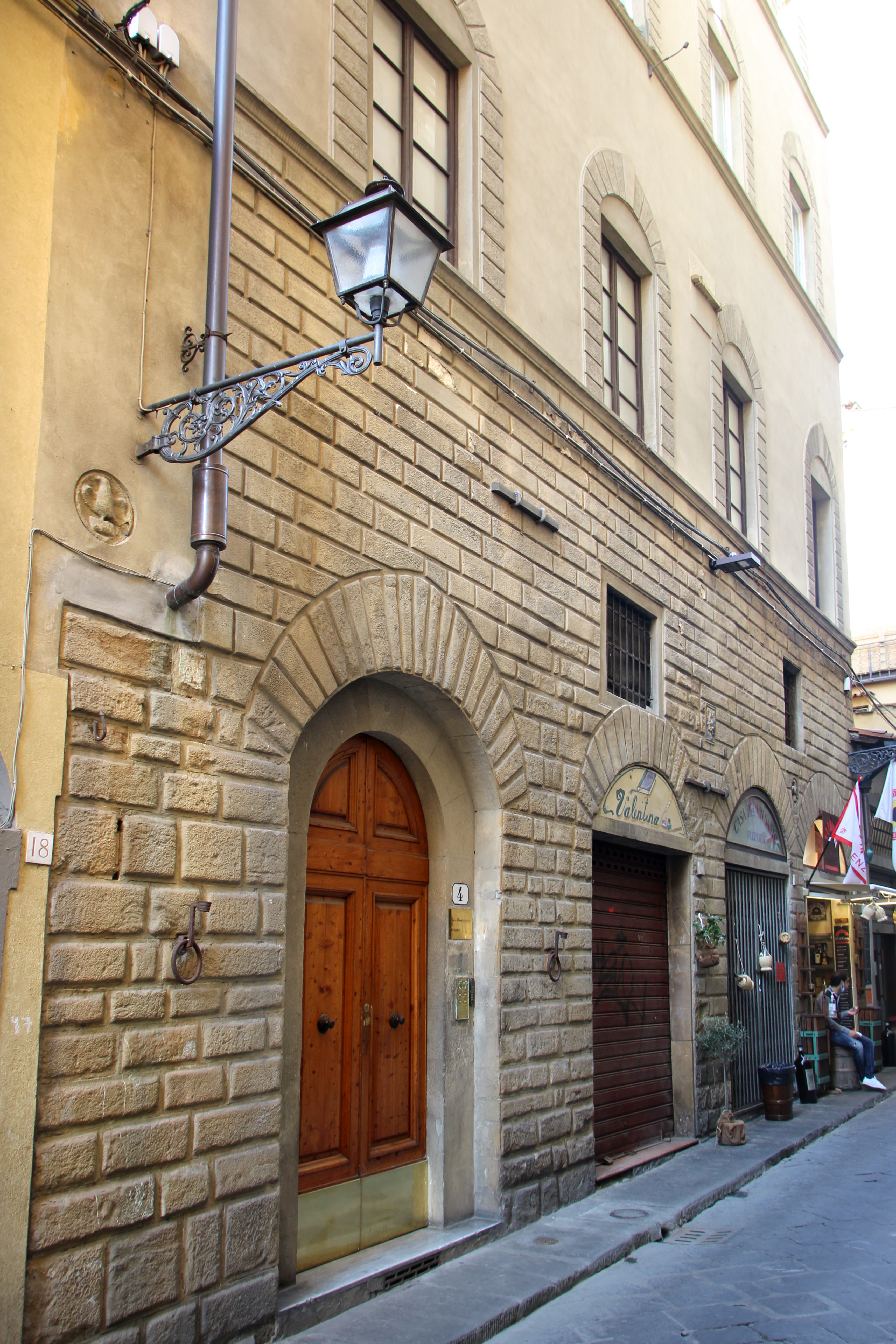
Via Calimaruzza 4
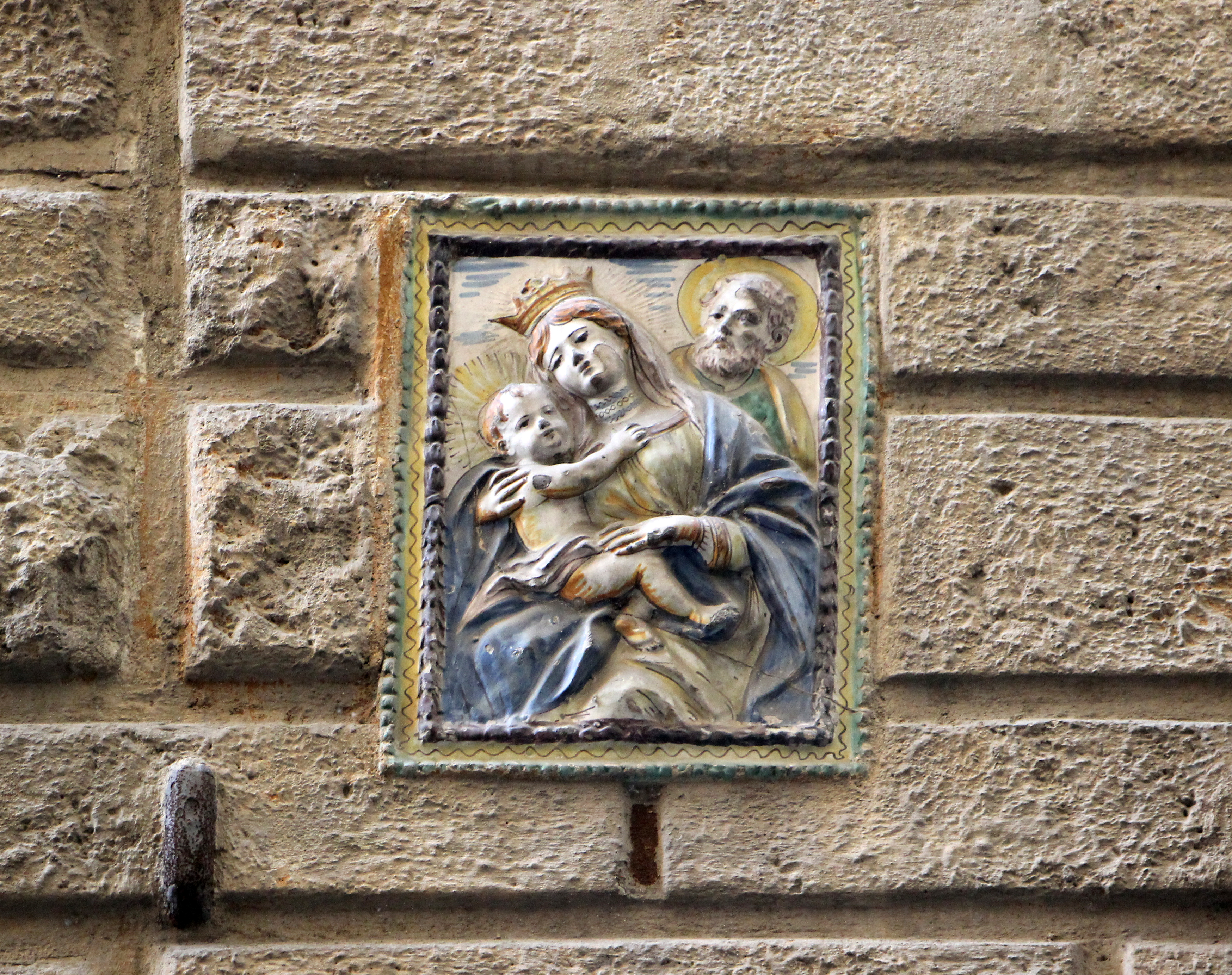
L'immagine devozionale

## Note

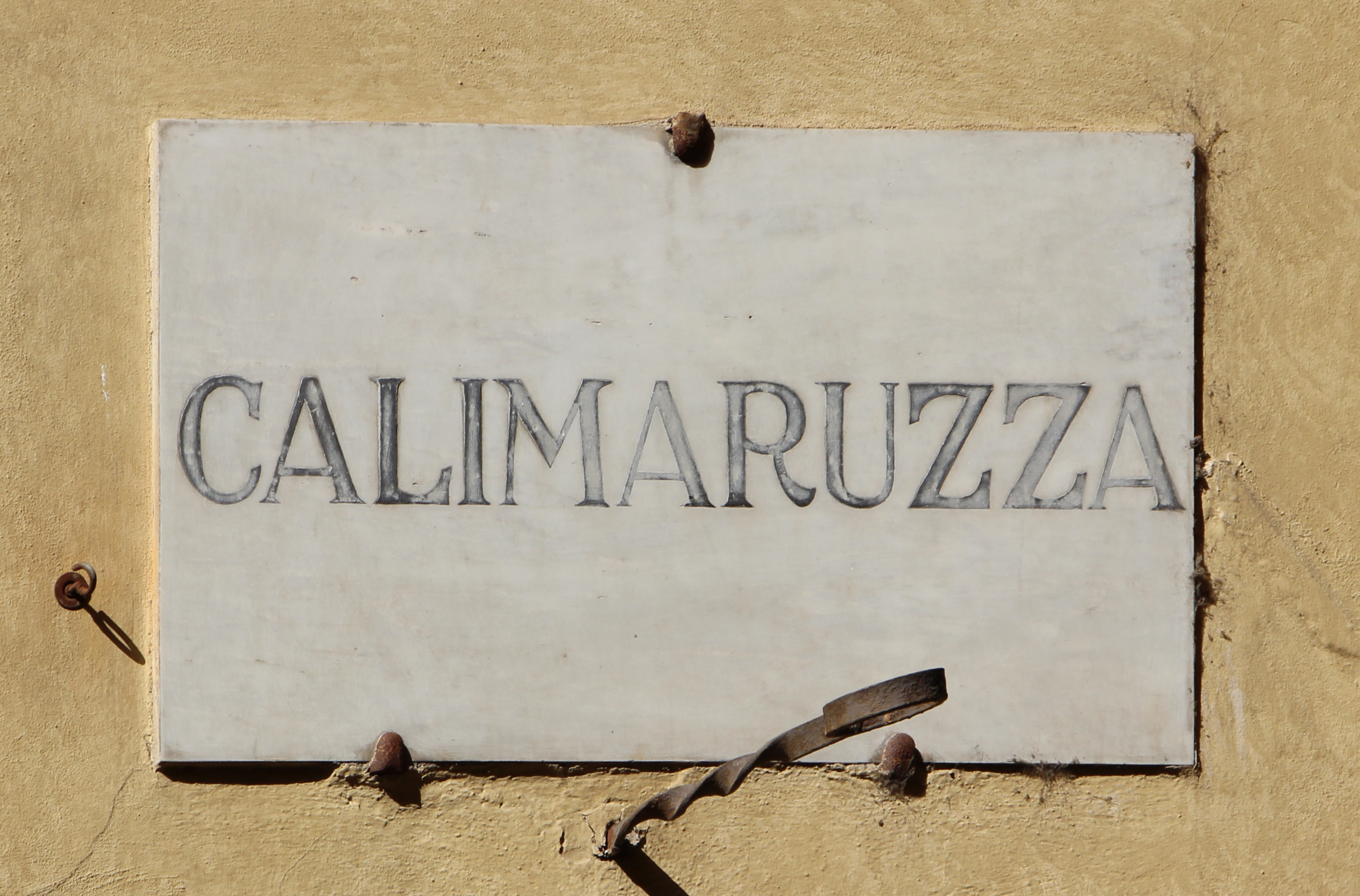
Lapide col nome della strada